# Veijo Meri
Pour les articles homonymes, voir Meri.
Veijo Väinö Valvo Meri (né le 31 décembre 1928 à Viipuri et mort le 21 juin 2015 à Helsinki) est un écrivain finlandais qui est reconnu comme l'un des plus influents du courant moderniste,,,.

## Biographie

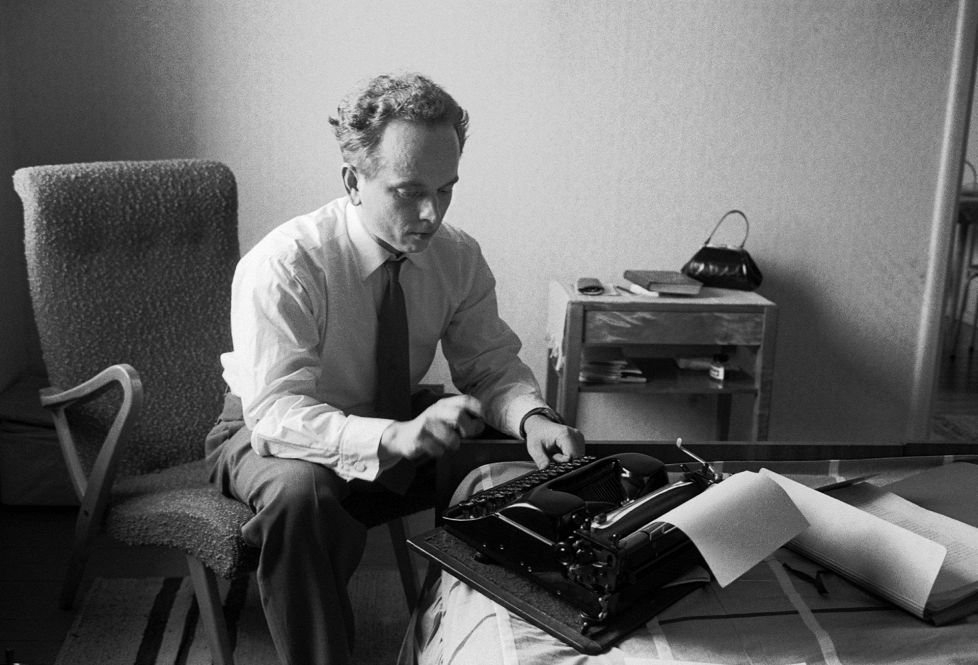
Veijo Meri à la machine à écrire.

Veijo Meri prépare son baccalauréeat au lycée d'Hämeenlinna et l'obtient en 1948. Il étudie ensuite l'histoire à l'université d'Helsinki.
De 1957 à 1959, il travaille pour les éditions Otava puis devient écrivain indépendant. On le nomme professeur d'art pour sa production des années 1975–1980.
En 1997, il est élu membre d'honneur de l'Union des écrivains finlandais.
Il a écrit des nouvelles, des romans, des pièces de théâtre, des essais, des récits biographiques, etc. Son œuvre est traduite en 24 langues.
Veijo Meri est promu docteur honoris causa de l’université d'Helsinki le 18 avril 1990. Il est nommé académicien par le Président de la République de Finlande le 13 février 1998.
Veijo Meri meurt le 21 juin 2015 d’une longue maladie.

## Vie privée
Veijo Meri épouse en 1959 Eeva Kyllikki Kylänpää. Ils ont trois garçons. Veijo Meri habitera longtemps à Tammisalo.

## Œuvre

### Romans
- Manillaköysi (1957) Publié en français sous le titre Une histoire de corde, traduit par Claude Sylvian et Mirja Bolgar, Paris, Éditions du Temps, coll. « D'un soleil à l'autre » no 1, 1962 (BNF 33098041) ; réédition, Bassac, éditions Plein Chant, coll. « L'Atelier furtif », 1988  (ISBN 2-85452-068-8) ; réédition, Paris, Éditions Sillage, 2003  (ISBN 2-9518624-2-3)
- Irralliset (1959)
- Vuoden 1918 tapahtumat (1960)
- Sujut (1961) Publié en français sous le titre L'Été du déserteur, traduit par Lucie Albertini et Mirja Bolgar, Arles, Actes Sud, 1985  (ISBN 2-86869-057-2)
- Peiliin piirretty nainen (1963)
- Tukikohta (1964)
- Everstin autonkuljettaja (1966)
- Veijo Meren sotaromaanit 1–2 (1966)
- Yhden yön tarinat (1967)
- Suku (1968)
- Veijo Meren romaanit 1 (1968)
- Kersantin poika (1971)
- Keskeiset teokset 1&4 (1975)
- Jääkiekkoilijan kesä (1980)
- Sanojen synty (1982), dictionnaire étymologique

### Recueils de nouvelles
- Ettei maa viheriöisi (1954)
- Tilanteita (1962)
- Manillaköysi ja kahdeksan novellia sodasta ja sotilaselämästä (1962)
- Stipendiaatti (1963)
- Novellit (1965)
- Sata metriä korkeat kirjaimet (1969)
- Valitut teokset (1969)
- Morsiamen sisar ja muita novelleja (1972) Publication en français uniquement de la nouvelle Naulalaatikot du recueil sous le titre Les Boîtes de clous, traduit par Mirja Bolgar et Lucie Albertini, Saint-Martin-de-Castillon, Éditions la Tuilerie tropicale, coll. « Nouvelles de Finlande », 1989  (ISBN 2-906021-10-5)
- Leiri (1972)
- Valitut novellit (1979)
- Novellit (1985)

### Poésie
- Mielen lähtölaskenta (1976)
- Toinen sydän (1978)
- Ylimpänä pieni höyhen (1980)
- Runoilijan kuolema (1985)
- Yhdessä ja yksin (1986)
- Kevät kuin aamu (1987)
- Lasiankeriaat (1990)
- Kun (1991)

### Essais et autres publications
- Kaksitoista artikkelia (1967), essais
- Aleksis Stenvallin elämä (1973), traité
- Kuviteltu kuolema (1974), essais
- Goethen tammi (1978), essais
- Tuusulan rantatie (1981), traité
- Julma prinsessa ja kosijat (1986), essais
- Elon saarel tääl, Aleksis Kiven taustoja (1984)
- C. G. Mannerheim – Suomen Marsalkka (1988)
- Tätä mieltä (1989), essais et monologues
- Olavi Paavolainen (1990), documentaire
- Kirjoittanut osuuden Suurmiehen luonne teokseen Mannerheim Sotilas ja ihminen (1992)
- Amleth ja muita Hamleteja (1992), essais
- Maassa taivaan saranat: Suomalaisten historia vuoteen 1814, Otava (1993)
- Huonot tiet, hyvät hevoset; Suomen suuriruhtinaskunta vuoteen 1870 (1994)
- Ei tule vaivatta vapaus; Suomi 1870–1920 (1995)
- Suurta olla pieni kansa; Itsenäinen Suomi 1920;1940 (1996)
- Pohjantähden alla, kirjoituksia Suomen historiasta (1999)

### Pièces de théâtre et émissions radiophoniques
- Suomen paras näyttelijä (1964)
- Vapaa iltapäivä (1965), dramatique télévisée
- Sotamies Jokisen vihkiloma (1965), drame
- Taksikuski (1967), émission radiophonique
- Uhkapeli (1968), drame
- Maaottelussa (1969), émission radiophonique
- Kaupungin valtaus (1969), dramatique TV
- Näytelmiä (1970), drames
- Nuorempi veli (1970), drame
- Hyvää yötä, tohtori Bergbom (1973), émission radiophonique
- Aleksis Kivi (1974), drame
- Kaksi komediaa: Sano Oili vaan, Syksy 1939 (1978), drames
- Veitsi, livret de Paavo Heininen pour la Première du 3 juillet 1989 au Festival d'opéra de Savonlinna.
- Rintala, Vääpeli Sadon tapaus Meren kirjoittamana kuunnelmana 12.2.90 Uusinta vuodelta 1973.

## Prix littéraires
- Prix national de littérature, 1958, 1961, 1962, 1964, 1969, 1974, 1976).
- Prix Sillanpää, 1963.
- Prix Bergbom (fi), 1966.
- Prix Aleksis Kivi, 1972.
- Prix Otava ((fi) Otavan juhlavuoden kunniapalkinto), 1980.
- Grand prix de littérature du Conseil nordique, 1973
- Prix SKS  ((fi) SKS:n Rosendahlin draamapalkinto), 1966.
- Prix Yleisradio ((fi) Yleisradion kuunnelmapalkinto), 1964.
- Prix du grand club du livre finlandais, 1995.
- Prix de l'Union des écrivains finlandais, 2005.